# Elezioni parlamentari in Montenegro del 1996
Le elezioni parlamentari in Montenegro del 1996 si tennero il 3 novembre. Esse videro la vittoria del Partito Democratico dei Socialisti del Montenegro; Milo Đukanović è stato confermato Primo ministro.

## Risultati
| Liste                                             | Voti    | %     | Seggi |
| ------------------------------------------------- | ------- | ----- | ----- |
| Partito Democratico dei Socialisti del Montenegro | 150 237 | 51,24 | 45    |
| Unità Nazionale (NS - LS)                         | 74 963  | 25,57 | 19    |
| Partito Socialdemocratico del Montenegro          | 16 607  | 5,66  | –     |
| Partito Radicale Serbo                            | 12 963  | 4,42  | –     |
| Partito d'Azione Democratica del Montenegro       | 10 167  | 3,47  | 3     |
| Unione Serba                                      | 5 848   | 1,99  | –     |
| Lega Democratica del Montenegro                   | 5 289   | 1,80  | 2     |
| Comunisti del Montenegro                          | 5 177   | 1,77  | –     |
| Unione Democratica degli Albanesi                 | 3 849   | 1,31  | 2     |
| Altri <1,00%                                      | 8 079   | 2,76  | –     |
| Totale                                            | 293 179 | 100   | 71    |